# Clossiana antediniensis
Clossiana antediniensis är en fjärilsart som beskrevs av Ruggero Verity 1950. Clossiana antediniensis ingår i släktet Clossiana och familjen praktfjärilar. Inga underarter finns listade i Catalogue of Life.